# Inserzione pericolosa
Inserzione pericolosa (Single White Female) è un film del 1992 diretto da Barbet Schroeder tratto dal racconto S.W.F. Seeks Same di John Lutz.

## Trama
New York, Allie, dopo aver cacciato di casa il fidanzato Sam, cerca qualcuno con cui dividere l'appartamento. Al suo annuncio risponde la timida e insicura Hedy che agli occhi di Allie sembra la coinquilina ideale. Dopo circa un mese Allie e Sam si riconciliano. Col passare del tempo Hedy cerca di assomigliare il più possibile ad Allie indossando gli stessi abiti e adottando lo stesso taglio di capelli. Allie è turbata da questo comportamento e cercando nel suo armadio non solo scopre che Hedy le aveva nascosto una lettera di scuse di Sam, ma anche che il suo vero nome è Ellen Besch e che quando aveva nove anni la sorella gemella morì in un incidente. Allie decide di confidarsi con il vicino di casa, il suo amico Graham, ma Hedy sente la conversazione e successivamente entra nell'appartamento di Graham e lo aggredisce. Una sera Ellen, fingendosi Allie, va a trovare Sam nella sua camera d'albergo con l'intento di sedurlo. Questi s'accorge dell'identità della ragazza e prova a chiamare la fidanzata, ma prima che abbia il tempo di farlo Ellen lo uccide con il tacco a spillo di una scarpa. Allie riceve la terribile notizia guardando un notiziario in televisione; sentendosi male va in bagno e lì scopre la scarpa insanguinata. Capisce quindi che Ellen è l'assassina. Hedy ora vuole scappare e lega Allie a una sedia. In suo soccorso arriva il collega Mitch che la libera ma anch'egli viene ucciso da Ellen. Dopo una lunga lotta Allie riesce a uccidere Ellen con un cacciavite.

## Sequel
Nel 2005 è uscito il sequel Inserzione pericolosa 2 (Single White Female 2: The Psycho).

## Riconoscimenti
- 1993 – MTV Movie Awards
  - Miglior cattivo a Jennifer Jason Leigh